# Cristorhodopina mussardi
Cristorhodopina mussardi là một loài bọ cánh cứng trong họ Cerambycidae.